# Aechmea pabstii
Aechmea pabstii är en gräsväxtart som beskrevs av Edmundo Pereira och Moutinho. Aechmea pabstii ingår i släktet Aechmea och familjen Bromeliaceae. Inga underarter finns listade i Catalogue of Life.